# Ward Vissers
Edward (Ward) Vissers (Antwerpen, 4 juli 1912) – aldaar, 2 april 1994) was een Belgische wielrenner, die beroeps was tussen 1933 en 1942.
Ward Vissers was een uitstekende klimmer met een onverzettelijk karakter, wat hij al vroeg in zijn carrière bewees door als individueel een vierde plaats in de Luik-Bastenaken-Luik-editie van 1933 te behalen. In 1935 werd hij in dezelfde rit zevende en het jaar daarop werd hij zesde in het wereldkampioenschap op de weg.
Voor de Tour van 1937 werd hij niet goed genoeg bevonden voor de Belgische nationale ploeg, waarna hij besloot als individueel in te schrijven. Hij reed desondanks heel goed, met een etappeoverwinning en een zesde plaats in het eindklassement als beste Belg. Het jaar daarop zat hij wel in de nationale ploeg; hij greep net naast het podium, maar werd wel derde in het bergklassement.
In 1939 schreef hij historie in de 311 kilometer lange koninginnenrit van Pau naar Toulouse, door al vroeg te gaan soleren met eerste aankomsten op de Aubisque, de Tourmalet en de Aspin. De gele trui zat op dat moment om de schouders van de Fransman René Vietto, die steeds verder achterop raakte. Op 80 kilometer van de streep bedroeg de voorsprong van Vissers al meer dan negen minuten. Vietto leek geslagen, maar kreeg plotseling hulp uit onverwachte hoek, want de Belgische nationale ploeg, waarvan Ward Vissers deel uitmaakte, ging meehelpen in de jacht op de eenzame vluchter. Kopman Sylvère Maes was namelijk ongerust geworden over zijn eigen klassement en had zijn knechten naar de kop van het peloton gedirigeerd. Vissers moest een flink deel van zijn voorsprong inleveren en na een solo van 200 kilometer hield hij nog vier minuten over op Sylvère Maes, die tweede zou worden in de etappe. Maes zou Vietto in het verdere verloop van de Tour op achterstand rijden en de eindoverwinning pakken. In Parijs restte Vissers een vijfde plaats in het algemeen klassement en een tweede in het bergklassement.
De Tweede Wereldoorlog zou zijn verdere wielercarrière fnuiken. Na zijn actieve loopbaan fungeerde hij lange tijd als begeleider van de Belgische amateurs en veldrijders bij grote internationale evenementen.

## Belangrijkste overwinningen
1936
- 5e etappe Ronde van Zwitserland

1937
- 20e etappe Ronde van Frankrijk

1939
- Parijs-Belfort
- 9e etappe Ronde van Frankrijk

## Resultaten in voornaamste wedstrijden
| Jaar | Ronde van Italië | Ronde van Frankrijk | Ronde van Spanje |
| ---- | ---------------- | ------------------- | ---------------- |
| 1933 |                  |                     |                  |
| 1934 |                  |                     |                  |
| 1935 |                  |                     |                  |
| 1936 |                  |                     |                  |
| 1937 |                  | 6e (1)              |                  |
| 1938 |                  | 4e                  |                  |
| 1939 |                  | 5e (1)              |                  |

| Jaar | Milaan-San Remo | Gent-Wevelgem | Ronde van Vlaanderen | Parijs-Roubaix | Luik-Bast.‑Luik | Ronde van Lombardije | Parijs-Brussel | Parijs-Tours |  | WK op de weg |
| ---- | --------------- | ------------- | -------------------- | -------------- | --------------- | -------------------- | -------------- | ------------ |  | ------------ |
| 1933 |                 |               |                      |                | 4e              |                      |                |              |  |              |
| 1934 |                 |               |                      |                |                 |                      |                |              |  |              |
| 1935 |                 |               |                      |                | 7e              |                      |                |              |  |              |
| 1936 |                 |               |                      |                |                 |                      |                | 10e          |  | 6e           |
| 1937 |                 |               |                      |                |                 |                      | 6e             | 16e          |  |              |
| 1938 |                 |               | 9e                   |                | 8e              |                      |                |              |  | 5e           |
| 1939 |                 |               | ↑                    |                | Brons           |                      | 13e            | 15e          |  |              |
| 1940 |                 |               |                      |                |                 |                      |                |              |  |              |
| 1941 |                 |               |                      |                |                 |                      |                |              |  |              |
| 1942 |                 |               |                      |                |                 |                      |                |              |  |              |
| 1943 |                 |               | 33e                  |                |                 |                      |                |              |  |              |